# 세인트클레어 쇼어즈 파이팅 세인츠
| 세인트클레어 쇼어즈 파이팅 세인츠 |                                                                                 |
| 설립연도                          | 2016년                                                                          |
| 해체연도                          | 2017년                                                                          |
| 역사                              | 세인트클레어 쇼어즈 파이팅 세인츠 (2016년~2017년) 노스쇼어 나이츠 (2017년~현재) |
| 경기장                            | 세인트클레어 쇼어즈 시빅 센터                                                   |
| 연고지                            | 미시간주 세인트클레어 쇼어즈                                                    |
| 상징색                            | 파랑, 초록, 금, 하양                                                            |
| 구단주                            | 글로벌 하키 매니지먼트                                                          |
| 단장                              | 브랜든 콘트라토                                                                 |
| 감독                              | 데이브 데볼                                                                     |
| 정규시즌 우승                     | -                                                                               |
| 플레이오프 우승                   | -                                                                               |
| 영구 결번                         | -                                                                               |

세인트클레어 쇼어즈 파이팅 세인츠(St. Clair Shores Fighting Saints)는 미국 미시간주 세인트클레어 쇼어즈를 연고지로 하는 FHL 소속 아이스 하키팀이다.
2017~2018시즌 연고지를 온타리오주 킹스빌 (노스쇼어 나이츠)로 이전했다.

## 역대 홈경기장
| 경기장                            | 사용기간      | 수용인원 | 장소                         | 비고 |
| --------------------------------- | ------------- | -------- | ---------------------------- | ---- |
| 세인트클레어 쇼어즈 파이팅 세인츠 |               |          |                              |      |
| 세인트클레어 쇼어즈 시빅 센터     | 2016년~2017년 | 1,000명  | 미시간주 세인트클레어 쇼어즈 | 빈칸 |